# Phineas e Ferb: Il film - Nella seconda dimensione
Phineas e Ferb: Il film - Nella seconda dimensione (Phineas and Ferb the Movie: Across the 2nd Dimension), trasmesso anche col titolo Viaggio nella seconda dimensione, è un film per la televisione del 2011, basato sulla serie animata Disney Phineas e Ferb.
In Italia è stato trasmesso il 22 ottobre 2011 in contemporanea su Disney Channel e su Disney XD e in chiaro su Rai 2 l'8 aprile 2012. La première del film ottenne 7.6 milioni d'ascolti.

## Trama
Phineas e Ferb, mentre collaudano la loro "ornitopulta", finiscono per errore nel laboratorio del dottor Heinz Doofenshmirtz, distruggendo il suo "Altradimensioninator", un apparecchio costruito per entrare in altre dimensioni. Ignorando la natura maligna del dottore lo aiutano a riparare il marchingegno, aprendo un varco verso una dimensione alternativa; nel frattempo, Perry l'ornitorinco, compiendo il suo lavoro da agente segreto, giunge sul posto, ma per evitare di rivelare la sua identità a Phineas e Ferb non fa nulla per impedire ai ragazzi e alla sua nemesi di oltrepassare il varco.
Nella dimensione parallela tutto è invertito: un secondo dottor Doofenshmirtz, conosciuto adesso come il Dottor D, è padrone della città di Danville (in cui è il vero antagonista principale del film); Perry è stato sconfitto da quest'ultimo e trasformato in un cyborg ai suoi comandi e Candace, Isabella, le Fireside Girl, Buford e Baljeet guidano la resistenza. In pericolo, Phineas e Ferb scoprono che Perry è conosciuto anche come l'Agente P. e, credendo che non si fidi di loro, lo lasciano andare quando questi va a consegnarsi. Nel tentativo di tornare a casa, i due ragazzi trovano i loro alter ego che però vivono in maniera passiva non sapendo cosa sia l'estate e la creatività.
Scoperta la sede della resistenza guidata da Candace, riescono ad aprire un altro varco con l'aiuto di Baljeet, ma dall'altra parte la loro Candace lo sfrutta per entrare nella seconda dimensione e il varco si chiude. Scoperto che Perry si è consegnato al Dottor D e a Doofenshmirtz per proteggerli, Phineas chiede alla resistenza di aiutarli a salvarlo; Candace acconsente però solo ad accompagnarli fin dove dovrebbe trovarsi il loro amico, ma il tutto si rivela una trappola preparata dal Dottor D che li intrappola insieme al suo doppio dato che inoltre ha deciso di invadere e conquistare anche la loro dimensione con il suo esercito di robot. Grazie all'intervento della Candace della seconda dimensione, i due ragazzi riescono ad aprire un varco e tornare a casa nella loro dimensione insieme a Perry, Doof e Candace. Ma per l'apertura passano anche lo scienziato e i suoi robot: anche la Danville della prima dimensione rischia così di essere assoggettata alla tirannia del malvagio Dottor D.
Phineas e Ferb decidono allora di riunire tutte le loro invenzioni per contrastare i robot. Alla fine della battaglia coi robot, insieme ai loro amici, riescono a rispedire il Dottor D, nella sua dimensione. Dr. Doofenshmirtz viene arrestato al ritorno della sua dimensione e gli alter ego di Phineas e Ferb possono riabbracciare il loro Perry mentre Candace consiglia alla sua alter ego di dedicarsi adesso al Jeremy Johnson della sua dimensione.
Danville è salva ma resta un problema: Perry, avendo rivelato la sua identità segreta, sarà costretto ad allontanarsi da Phineas e Ferb. Carl, però, ha un'idea: utilizzando una vecchia invenzione del Dottor Doofenshmirtz potranno cancellare la memoria a tutti ed i ragazzi accettano di dimenticare il giorno più bello della loro vita pur di poter restare con Perry. Un attimo prima che ciò avvenga, Isabella, che non vedeva l'ora di farlo, ne approfitta per baciare Phineas. Le vite dei ragazzi ritornano quindi a scorrere normalmente, ma Perry è l'unico a ricordarsi di tutti gli eventi.

## Canzoni
Di seguito tutte le canzoni presenti nel film con il titolo originale e quello italiano.
1. Everything's Better with Perry - (Tutto è più bello con Perry)
2. Mysterious Force - (La Forza Misteriosa): canzone tagliata[2]
3. He's Doof
4. Brand New Best Friend - (L'amico giusto per me sono io)
5. Summer (Where Do We Begin?) - (L'estate è questo sai per me)
6. I Walk Away - (Vado via)
7. Brand New Reality - (Una nuova realtà)
8. Robot Riot - (Guerra ai robot)
9. Takin' Care of Things
10. Kick It Up A Notch - (Cambia la realtà)

## Prima TV in altri paesi
| Paese                                                                          | Canale                                                     | Prima | Lingua                                                            | Titolo |
| ------------------------------------------------------------------------------ | ---------------------------------------------------------- | --- | ----------------------------------------------------------------- | --- |
| Stati Uniti                                                                    | Disney Channel Disney XD ABC Television Network ABC Family | 5 agosto 2011 (Disney Channel) 13 agosto 2011 (Disney XD) 20 agosto 2011 (ABC) 24 settembre 2011 (ABC Family) | Inglese                                                           | Phineas and Ferb The Movie: Across the 2nd Dimension |
| Canada                                                                         | Family Disney XD                                           | 5 agosto 2011 (Family) 20 agosto 2011 (Disney XD)                                                             | Inglese Francese                                                  | Phinéas et Ferb Le Film: Voyage dans la 2e Dimension |
| Hong Kong                                                                      | Disney Channel                                             | 5 agosto 2011                                                                                                 | Cantonese Inglese                                                 | 飛哥與發仔：超時空之謎電影版 (Phineas and Ferb The Movie: The Super Dimension Mystery) |
| Taiwan                                                                         | Disney Channel                                             | 5 agosto 2011                                                                                                 | Mandarino                                                         | 飛哥與小佛電影版：超時空之謎 (Phineas and Ferb The Movie: The Super Dimension Mystery) |
| Argentina Cile Rep. Dominicana Colombia Ecuador Messico Perù Uruguay Venezuela | Disney Channel Disney XD                                   | 21 agosto 2011 (Disney Channel) 11 settembre 2011 (Disney XD)                                                 | Spagnolo                                                          | Phineas y Ferb La Película: A Través de la 2ª Dimensión |
| Brasile                                                                        | Disney Channel Disney XD Rede Telecine                     | 21 agosto 2011 (Disney Channel) 11 settembre 2011 (Disney XD)                                                 | Portoghese                                                        | Phineas e Ferb O Filme: Através da 2ª Dimensão |
| Brunei Malaysia                                                                | Disney Channel                                             | 27 agosto 2011                                                                                                | Malese Inglese cinese                                             | Phineas dan Ferb filem seberang dimensi kedua (Malay) 飛哥與小佛的電影在整個第二個維度 (Chinese) |
| Cambogia Indonesia Thailandia Vietnam                                          | Disney Channel                                             | 27 agosto 2011                                                                                                | Inglese                                                           | Phineas dan Ferb filem seberang dimensi kedua (Malay) 飛哥與小佛的電影在整個第二個維度 (Chinese) |
| Filippine                                                                      | Disney Channel                                             | 27 agosto 2011                                                                                                | Inglese                                                           | Phineas dan Ferb filem seberang dimensi kedua (Malay) 飛哥與小佛的電影在整個第二個維度 (Chinese) |
| Singapore                                                                      | Disney Channel                                             | 27 agosto 2011                                                                                                | Inglese Mandarino                                                 | Phineas dan Ferb filem seberang dimensi kedua (Malay) 飛哥與小佛的電影在整個第二個維度 (Chinese) |
| Spagna                                                                         | Disney Channel Disney XD                                   | 31 agosto 2011 (Teatro) 2 dicembre 2011 (Disney Channel) 23 dicembre 2011 (Disney XD)                         | Spagnolo                                                          | Phineas y Ferb La Película: A Través de la 2ª Dimensión |
| Germania                                                                       | Disney Channel                                             | 3 settembre 2011                                                                                              | Tedesco                                                           | Phineas und Ferb Der Film: Quer Durch die 2· Dimension |
| Portogallo                                                                     | Disney Channel SIC Portugal                                | 17 settembre 2011 (Disney Channel) 8 dicembre 2011 (SIC)                                                      | Portoghese                                                        | Phineas e Ferb O Filme: Através da 2ª Dimensão |
| India                                                                          | Disney Channel Disney XD                                   | 25 settembre 2011 (Disney Channel) 2 agosto 2011 (Disney XD)                                                  | Hindi Inglese                                                     | Phineas and Ferb The Movie: Across the 2nd Dimension |
| Australia Nuova Zelanda                                                        | Disney Channel                                             | September 30, 2011                                                                                            | Inglese                                                           | Phineas and Ferb The Movie: Across the 2nd Dimension |
| Irlanda Regno Unito                                                            | Disney Channel Disney XD                                   | September 30, 2011 (Disney Channel) October 6, 2011 (Disney XD)                                               | Inglese                                                           | Phineas and Ferb The Movie: Across the 2nd Dimension |
| Francia                                                                        | Disney Channel                                             | October 5, 2011                                                                                               | Francese                                                          | Phinéas et Ferb Le Film: Voyage dans la 2e Dimension (Phineas and Ferb The Movie: The Journey to the 2nd Dimension) |
| Danimarca Finlandia Norvegia Svezia                                            | Disney Channel Disney XD                                   | October 14, 2011                                                                                              | Inglese Danese Finlandese Norvegese Svedese                       | Phineas and Ferb The Movie: Across the 2nd Dimension Phineas og Ferb Filmen: Den 2· Dimension (Phineas and Ferb The Movie: In the 2nd Dimension) Finias ja Ferb Elokuva: Yli Kaksiulotteisuuden (Phineas and Ferb The Movie: In the 2nd Dimension) Phineas og Ferb Filmen: Den 2· Dimensjonen (Phineas and Ferb The Movie: In the 2nd Dimension) Phineas och Ferb Filmen: Den 2:a Dimensionen (Phineas and Ferb The Movie: In the 2nd Dimension) |
| Giappone                                                                       | Disney Channel                                             | October 15, 2011                                                                                              | Giapponese                                                        | フィニアスとファーブ／ザ・ムービー (Phineas and Ferb The Movie) |
| Italia                                                                         | Disney Channel Disney XD                                   | October 22, 2011                                                                                              | Italiano                                                          | Phineas e Ferb The Movie: Nella Seconda Dimensione (Phineas and Ferb The Movie: In the 2nd Dimension) |
| Israele                                                                        | Disney Channel                                             | October 28, 2011 December 15, 2011                                                                            | Ebraico Inglese                                                   | פיניאס ופרב: המסע אל היקום המקביל - הסרט Phineas and Ferb The Movie: Across the 2nd Dimension |
| Cipro Grecia                                                                   | Disney Channel                                             | October 2011                                                                                                  | Greco                                                             | Ο Φινέας και ο Φερμπ η ταινία: Στη 2η Διάσταση (Phineas and Ferb The Movie: In the 2nd Dimension) |
| Arabia Saudita                                                                 | Disney Channel Middle East                                 | November 5, 2011                                                                                              | Inglese Arabo Bulgaro Ceco Ungherese Polacco Turco Ucraino Romeno | فينس و فيرب الفيلم: عبر البعد الثاني |
| Bulgaria                                                                       | Disney Channel Bulgaria                                    | November 5, 2011                                                                                              | Inglese Arabo Bulgaro Ceco Ungherese Polacco Turco Ucraino Romeno | Финиъс и Фърб Филмът: Отвъд Второто Измерение (Phineas and Ferb The Movie: Across the 2nd Dimension) |
| Rep. Ceca                                                                      | Disney Channel                                             | November 5, 2011                                                                                              | Inglese Arabo Bulgaro Ceco Ungherese Polacco Turco Ucraino Romeno | Phineas a Ferb: V Paralelním Vesmíru (Phineas and Ferb: In the Parallel Universe) |
| Ungheria                                                                       | Disney Channel                                             | November 5, 2011                                                                                              | Inglese Arabo Bulgaro Ceco Ungherese Polacco Turco Ucraino Romeno | Phineas és Ferb: A 2· Dimenzió (Phineas and Ferb: The 2nd Dimension) |
| Romania                                                                        | Disney Channel                                             | November 5, 2011                                                                                              | Inglese Arabo Bulgaro Ceco Ungherese Polacco Turco Ucraino Romeno | Filmul Phineas și Ferb: în a Doua Dimensiune (Phineas and Ferb The Movie: In The 2nd Dimension) |
| Polonia                                                                        | Disney Channel Disney XD Poland                            | November 5, 2011                                                                                              | Inglese Arabo Bulgaro Ceco Ungherese Polacco Turco Ucraino Romeno | Fineasz i Ferb W Filmie: Podróż w 2-gim Wymiarze (Phineas and Ferb The Movie: Across The 2nd Dimension) |
| Turchia                                                                        | Disney XD                                                  | November 5, 2011                                                                                              | Inglese Arabo Bulgaro Ceco Ungherese Polacco Turco Ucraino Romeno | Fineas ve Förb: 2· Boyutta (Phineas and Ferb: The 2nd Dimension) |
| Ucraina                                                                        | Disney Channel                                             | November 5, 2011                                                                                              | Inglese Arabo Bulgaro Ceco Ungherese Polacco Turco Ucraino Romeno | Фінеас і Ферб Фільм: У Другому Вимірі (Phineas and Ferb The Movie: The 2nd Dimension) |
| Belgio Paesi Bassi                                                             | Disney XD Disney Channel                                   | November 20, 2011 (Disney XD) November 25, 2011 (Disney Channel)                                              | Olandese                                                          | Phineas en Ferb The Movie: Dwars Door de 2de Dimensie (Phineas and Ferb The Movie: Across The 2nd Dimension) |
| Russia                                                                         | Disney Channel                                             | April 21, 2012                                                                                                | Russo                                                             | Финес и Ферб. Кино: Покорение 2-го Измерения (Phineas and Ferb The Movie: Conquest of The 2nd Dimension) |
| Corea del Sud                                                                  | Disney Channel                                             | 4 maggio 2012                                                                                                 | Coreano                                                           | 피니와 퍼브 무비: 2차원을 넘어서 (Phineas and Ferb The Movie: Beyond The 2nd Dimension) |
| Cina                                                                           | CCTV-6                                                     | 18 agosto 2012                                                                                                | Cinese                                                            | 飞哥与小佛：超时空之谜 (Phineas and Ferb: The Super Dimension Mystery) |

## Altri media
Dal film è stato tratto un gioco per Nintendo Wii, PlayStation 3, PSP e Nintendo DS ed uno online che si può trovare sul sito di Disney XD.
Il primo fu recensito dalla rivista Play Generation che valutò la versione per PlayStation 3 assegnandole un punteggio di 54/100, trovandola un'avventura curata, ma eccessivamente semplice e ben poco originale, consigliandola solo ai più piccoli.